# Culeolus annulatus
Culeolus annulatus är en sjöpungsart som beskrevs av Sluiter 1904. Culeolus annulatus ingår i släktet Culeolus och familjen lädermantlade sjöpungar. Inga underarter finns listade i Catalogue of Life.